# Malpighia aquifolia
Malpighia aquifolia là một loài thực vật có hoa trong họ Malpighiaceae. Loài này được L. mô tả khoa học đầu tiên năm 1753.